# Sojkovec modrotemenný
Sojkovec modrotemenný (Garrulax courtoisi), příp. též sojkovec modrohlavý, je druh sojkovce obývající pouze oblast Ťiang-si v jižní Číně. Žije v menších hejnech a se svými příbuznými sdílí péči o svá mláďata. Najdeme je nejčastěji ve smíšených opadavých i vždyzelených lesích, v nížinách i středních polohách Číny. Hnízdo sojkovců má miskovitý tvar a bývá lokalizováno do keřů a stromů.
Druh je klasifikován jako velmi ohrožený, ve volné přírodě bylo zaznamenáno pouhých 650 jedinců.

## Chov v zoo
V lidské péči se nachází na 150 zvířat tohoto druhu. V roce 2012 to přitom bylo méně než 100 kusů. Jeho odchov v zajetí je náročný, ale některým zařízením se daří úspěšně odchovávat. V Evropě je chován v 35 zoo (stav říjen 2018). Nejvíce je přitom zastoupen v britských zoo (17 zařízení). Chovají jej zároveň v devíti německých zoo. V rámci Česka je k vidění v Zoo Praha a Zoo Plzeň. Chov v lidské péči je koordinován a snaží se přispívat taktéž k ochraně populace v místě přirozeného výskytu.

### Chov v Zoo Praha
Sojkovec modrotemenný byl ke konci roku 2017 jedním z 16 druhů sojkovců chovaných v Zoo Praha. První jedinci tohoto druhu dorazili do Zoo Praha v roce 2010. Již o dva roky později byl zaznamenán první úspěšný odchov (český prvoodchov). Od té doby se do roku 2018 narodilo na tři desítky mláďat. V roce 2017 přivedli na svět dvě mláďata. Také díky tomu se právě tento druh stal jedním z vybraných pro kampaň Vzácní a jedineční, kterými pražská zoo v průběhu roku 2018 upozorňovala na své vzácné a raritně úspěšně chované druhy. Kolekce sojkovců i úspěchy v odchovech patří mezi největší v Evropě i ve světě. Zoo je zapojena do ochrany druhu v místě jeho přirozeného výskytu. Ke konci roku 2017 bylo chováno 16 jedinců. V roce 2018 se podařilo odchovat dvě mláďata. Ke konci roku 2018 bylo chováno 17 jedinců. V květnu 2019 přišlo na svět další mládě.
Sojkovec modrotemenný je k vidění v pavilonu Sečuán, který představuje ptáky podhůří Himálaje a který je umístěn v dolní části zoo.